# 퍼펙트 (프로게이머)
퍼펙트(본명: 이승민, 2004년 5월 17일 ~ )는 대한민국의 리그 오브 레전드 프로게이머이다. 아이디는 PerfecT이며, 포지션은 탑이다. 현재 KT 롤스터 소속이다.

## 선수 생활
2021년 12월, KT 롤스터에 입단하면서 프로 커리어를 시작했다.
2022 서머시즌 9주차를 앞두고 LCK에 콜업되었다.

## 소속팀
| # | 팀명      | 소속 기간    | 소속 리그 | 비고 |
| - | --------- | ------------ | --------- | ---- |
| 1 | KT 롤스터 | 2021.12.07 ~ | LCK       |      |